# Sony Xperia

Logo di Sony Xperia per gli smartphone.

Sony Xperia è una famiglia di telefoni cellulari, accessori e tablet di Sony. La sua produzione è iniziata nel 2008 e ad oggi copre la metà delle vendite di telefoni cellulari Sony. Il nome deriva da experience che in inglese significa "esperienza".
Sony Mobile era precedentemente conosciuta come Sony Ericsson. È stato poi ribattezzato nel 2012, a seguito dell'acquisizione del produttore di telefoni cellulari e di proprietà esclusiva di Sony.

## Storia
La serie ha cominciato col marchio Sony Ericsson e con sistema operativo Windows Mobile, per poi passare ad Android.
Nel 2016, Sony ha introdotto la nuova serie Xperia X per sostituire la serie Z.
Al Mobile World Congress 2019 cambia il nome della serie, termina la gamma XZ ed inizia la serie 1. Nella stessa fiera vengo presentati anche X10 e X10 plus e L3.
Dal 1º aprile 2019 la divisione mobile di Sony verrà accorpata alla nuova "super divisione" Electronics Products and Solutions, includerà anche le divisioni Imaging e Home Entertaintment & Sound.
Nel 2023 la gamma era composta da tre device, medio di gamma Xperia 10 V, compatto alto di gamma Xperia 5 V e top di gamma Xperia 1 V  con Snapdragon 8 gen 3. 
Nel 2024 la gamma si è ridotta a soli 2 modelli , Xperia 10 VI e Xperia 1 VI . (Gsm Arena)

## Modelli

### Smartphone

#### Windows Mobile
| Nome                    | Data di commercializzazione | Sistema operativo  | System-on-a-chip          | RAM    | ROM    | Display   | Peso | Batteria (mAh) | Bluetooth | Wi-Fi     | Fotocamera | Fotocamera | Rete di telecomunicazioni |
| Nome                    | Data di commercializzazione | Sistema operativo  | System-on-a-chip          | RAM    | ROM    | Display   | Peso | Batteria (mAh) | Bluetooth | Wi-Fi     | Principale | Frontale   | Rete di telecomunicazioni |
| ----------------------- | --------------------------- | ------------------ | ------------------------- | ------ | ------ | --------- | ---- | -------------- | --------- | --------- | ---------- | ---------- | ------------------------- |
| Sony Ericsson Xperia X1 | 2008-10                     | Windows Mobile 6.1 | 528 MHz Qualcomm MSM7200A | 256 MB | 512 MB | 3" WVGA   | 158g | 1500           | 2.0 + EDR | 802.11b/g | 3.2 MP     | 76800 px   | GSM / HSPA                |
| Sony Ericsson Xperia X2 | 2010-01                     | Windows Mobile 6.5 | 528 MHz Qualcomm MSM7200A | 288 MB | 512 MB | 3.2" WVGA | 155g | 1500           | 2.1 + EDR | 802.11b/g | 8 MP       | 0.3 MP     | GSM / HSPA                |

#### Android[9]
| Nome                                                            | Data di commercializzazione                         | Sistema operativo                                                            | System-on-a-chip | RAM    | ROM                                  | Display                              | Peso                      | Batteria (mAh)             | Bluetooth        | Wi-Fi                                                | Fotocamera                           | Fotocamera                           | Rete di telecomunicazioni                                                  |
| Nome                                                            | Data di commercializzazione                         | Sistema operativo                                                            | System-on-a-chip | RAM    | ROM                                  | Display                              | Peso                      | Batteria (mAh)             | Bluetooth        | Wi-Fi                                                | Principale                           | Frontale                             | Rete di telecomunicazioni                                                  |
| --------------------------------------------------------------- | --------------------------------------------------- | ---------------------------------------------------------------------------- | --- | ------ | ------------------------------------ | ------------------------------------ | ------------------------- | -------------------------- | ---------------- | ---------------------------------------------------- | ------------------------------------ | ------------------------------------ | -------------------------------------------------------------------------- |
| Sony Ericsson Xperia X10                                        | 2010-03                                             | Android 1.6 / 2.1 / 2.3                                                      | 1 GHz Qualcomm Snapdragon S1 QSD8250                                                                                           | 384 MB | 1 GB                                 | 4" FWVGA                             | 135g                      | 1500                       | 2.1 + EDR        | 802.11b/g                                            | 8.1 MP                               |                                      | GSM / HSPA                                                                 |
| Sony Ericsson Xperia X10 mini pro                               | 2010-05                                             | Android 1.6 / 2.1                                                            | 600 MHz Qualcomm Snapdragon S1 MSM7227                                                                                         | 256 MB | 256 MB                               | 2.55" QVGA                           | 120g                      | 970                        | 2.0 + EDR        | 802.11b/g                                            | 5 MP                                 |                                      | GSM / HSPA                                                                 |
| Sony Ericsson Xperia X10 mini                                   | 2010-05                                             | Android 1.6 / 2.1                                                            | 600 MHz Qualcomm Snapdragon S1 MSM7227                                                                                         | 256 MB | 256 MB                               | 2.55" QVGA                           | 88g                       | 950                        | 2.0 + EDR        | 802.11b/g                                            | 5 MP                                 |                                      | GSM / HSPA                                                                 |
| Sony Ericsson Xperia X8                                         | 2010-09                                             | Android 1.6 / 2.1                                                            | 600 MHz Qualcomm Snapdragon S1 MSM7227                                                                                         | 168 MB | 128 MB                               | 3" HVGA                              | 104g                      | 1200                       | 2.0 + EDR        | 802.11b/g                                            | 3.2 MP                               |                                      | GSM / HSPA                                                                 |
| Sony Ericsson Xperia arc                                        | 2011-03                                             | Android 2.3 / 4.0                                                            | 1 GHz Qualcomm Snapdragon S2 MSM8255                                                                                           | 512 MB | 1 GB                                 | 4.2" FWVGA                           | 117g                      | 1500                       | 2.1 + EDR        | 802.11b/g/n                                          | 8.1 MP                               |                                      | GSM / HSPA                                                                 |
| Sony Ericsson Xperia neo                                        | 2011-03                                             | Android 2.3 / 4.0                                                            | 1 GHz Qualcomm Snapdragon S2 MSM8255                                                                                           | 512 MB | 1 GB                                 | 3.7" FWVGA                           | 126g                      | 1500                       | 2.1 + EDR        | 802.11b/g/n                                          | Posteriore: 8.1 MP Anteriore: 0.3 MP | Posteriore: 8.1 MP Anteriore: 0.3 MP | GSM / HSPA                                                                 |
| Sony Ericsson Xperia Play                                       | 2011-03                                             | Android 2.3                                                                  | 1 GHz Qualcomm Snapdragon S2 MSM8255                                                                                           | 512 MB | 400 MB                               | 4" FWVGA                             | 175g                      | 1500                       | 2.1 + EDR        | 802.11b/g/n                                          | 5.1 MP                               |                                      | GSM / HSPA                                                                 |
| Sony Ericsson Xperia Play                                       | 2011-05                                             | Android 2.3                                                                  | 1 GHz Qualcomm Snapdragon S2 MSM8255                                                                                           | 512 MB | 400 MB                               | 4" FWVGA                             | 175g                      | 1500                       | 2.1 + EDR        | 802.11b/g/n                                          | 5.1 MP                               |                                      | CDMA / EV-DO                                                               |
| Sony Ericsson Xperia acro                                       | 2011-06                                             | Android 2.3/4.0                                                              | 1 GHz Qualcomm Snapdragon S2 MSM8655                                                                                           | 512 MB | 1 GB                                 | 4.2" FWVGA                           | 135g                      | 1500                       | 2.1 + EDR        | 802.11b/g/n                                          | 8.1 MP                               |                                      | CDMA / GSM / EV-DO                                                         |
| Sony Ericsson Xperia acro                                       | 2011-06                                             | Android 2.3/4.0                                                              | 1 GHz Qualcomm Snapdragon S2 MSM8255                                                                                           | 512 MB | 1 GB                                 | 4.2" FWVGA                           | 135g                      | 1500                       | 2.1 + EDR        | 802.11b/g/n                                          | 8.1 MP                               |                                      | GSM / HSPA                                                                 |
| Sony Ericsson Xperia mini pro                                   | 2011-08                                             | Android 2.3 / 4.0                                                            | 1 GHz Qualcomm Snapdragon S2 MSM8255                                                                                           | 512 MB | 1 GB                                 | 3" HVGA                              | 136g                      | 1200                       | 2.1 + EDR        | 802.11b/g/n                                          | 5 MP                                 | 0.3 MP                               | GSM / HSPA                                                                 |
| Sony Ericsson Xperia mini                                       | 2011-08                                             | Android 2.3 / 4.0                                                            | 1 GHz Qualcomm Snapdragon S2 MSM8255                                                                                           | 512 MB | 1 GB                                 | 3" HVGA                              | 99g                       | 1200                       | 2.1 + EDR        | 802.11b/g/n                                          | 5 MP                                 |                                      | GSM / HSPA                                                                 |
| Sony Ericsson Xperia ray                                        | 2011-08                                             | Android 2.3 / 4.0                                                            | 1 GHz Qualcomm Snapdragon S2 MSM8255                                                                                           | 512 MB | 1 GB                                 | 3.3" FWVGA                           | 100g                      | 1500                       | 2.1 + EDR        | 802.11b/g/n                                          | 8.1 MP                               | 0.3 MP                               | GSM / HSPA                                                                 |
| Sony Ericsson Xperia arc S                                      | 2011-Q3                                             | Android 2.3 / 4.0                                                            | 1.4 GHz Qualcomm Snapdragon S2 MSM8255                                                                                         | 512 MB | 1 GB                                 | 4.2" FWVGA                           | 117g                      | 1500                       | 2.1 + EDR        | 802.11b/g/n                                          | 8.1 MP                               |                                      | GSM / HSPA                                                                 |
| Sony Ericsson Xperia neo V                                      | 2011-Q3                                             | Android 2.3 / 4.0                                                            | 1 GHz Qualcomm Snapdragon S2 MSM8255                                                                                           | 512 MB | 1 GB                                 | 3.7" FWVGA                           | 126g                      | 1500                       | 2.1 + EDR        | 802.11b/g/n                                          | 5 MP                                 | 0.3 MP                               | GSM / HSPA                                                                 |
| Sony Ericsson Xperia active                                     | 2011-Q3                                             | Android 2.3 / 4.0                                                            | 1 GHz Qualcomm Snapdragon S2 MSM8255                                                                                           | 512 MB | 1 GB                                 | 3" HVGA                              | 110.8g                    | 1200                       | 2.1 + EDR        | 802.11b/g/n                                          | 5 MP                                 |                                      | GSM / HSPA                                                                 |
| Sony Ericsson Xperia pro                                        | 2011-10                                             | Android 2.3 / 4.0                                                            | 1 GHz Qualcomm Snapdragon S2 MSM8255                                                                                           | 512 MB | 1 GB                                 | 3.7" FWVGA                           | 142g                      | 1500                       | 2.1 + EDR        | 802.11b/g/n                                          | 8.1 MP                               | 0.3 MP                               | GSM / HSPA                                                                 |
| Sony Xperia S                                                   | febbraio 2012                                       | Android 2.3 / 4.0 / 4.1                                                      | 1.5 GHz Qualcomm Snapdragon S3 MSM8260, dual-core                                                                              | 1 GB   | 32 GB                                | 4.3" HD                              | 144g                      | 1750                       | 2.1 + EDR        | 802.11b/g/n                                          | 12.1 MP                              | 1.3 MP                               | GSM / HSPA+                                                                |
| Sony Xperia ion                                                 | marzo 2012                                          | Android 2.3 / 4.0 / 4.1                                                      | 1.5 GHz Qualcomm Snapdragon S3 APQ8060, dual-core                                                                              | 1 GB   | 16 GB                                | 4.55" HD                             | 144g                      | 1900                       | 2.1 + EDR        | 802.11b/g/n                                          | 12 MP                                | 1.3 MP                               | GSM / HSPA+ / LTE                                                          |
| Sony Xperia acro HD                                             | marzo 2013                                          | Android 2.3 / 4.0                                                            | 1.5 GHz Qualcomm Snapdragon S3 MSM8660, dual-core                                                                              | 1 GB   | 11 GB                                | 4.3" HD                              | 149g                      | 1900                       | 2.1              | 802.11b/g/n                                          | 12.1 MP                              | 1.3 MP                               | CDMA / GSM / HSPA+                                                         |
| Sony Xperia sola (Venduto in Italia con il nome di Xperia sole) | marzo 2012                                          | Android 2.3 / 4.0                                                            | 1 GHz ST-Ericsson NovaThor U8500, dual-core                                                                                    | 512 MB | 8 GB                                 | 3.7" FWVGA                           | 107g                      | 1320                       | 2.1 + EDR        | 802.11b/g/n                                          | 5 MP                                 |                                      | GSM / W-CDMA                                                               |
| Sony Xperia neo L                                               | marzo 2012                                          | Android 4.0                                                                  | 1 GHz Qualcomm Snapdragon S2 MSM8255                                                                                           | 512 MB | 1 GB                                 | 4" FWVGA                             | 131.5g                    | 1500                       | 2.1 + EDR        | 802.11b/g/n                                          | 5 MP                                 | 0.3 MP                               | GSM / HSPA                                                                 |
| Sony Xperia P                                                   | aprile 2012                                         | Android 2.3 / 4.0 / 4.1                                                      | 1 GHz ST-Ericsson NovaThor U8500, dual-core                                                                                    | 1 GB   | 16 GB                                | 4" qHD                               | 126g                      | 1305                       | 2.1 + EDR        | 802.11b/g/n                                          | 8 MP                                 | 0.3 MP                               | GSM / HSPA+                                                                |
| Sony Xperia U                                                   | maggio 2012                                         | Android 2.3 / 4.0                                                            | 1 GHz ST-Ericsson NovaThor U8500, dual-core                                                                                    | 512 MB | 4 GB                                 | 3.5" FWVGA                           | 110g                      | 1290                       | 2.1 + EDR        | 802.11b/g/n                                          | 5 MP                                 | 0.3 MP                               | GSM / HSPA+                                                                |
| Sony Xperia go                                                  | luglio 2012                                         | Android 2.3 / 4.0 / 4.1                                                      | 1 GHz ST-Ericsson NovaThor U8500, dual-core                                                                                    | 512 MB | 8 GB                                 | 3.5" HVGA                            | 110g                      | 1305                       | 3.0              | 802.11b/g/n                                          | 5 MP                                 | assente                              | GSM / HSPA+                                                                |
| Sony Xperia acro HD Xperia acro S                               | marzo 2013 (HD) agosto 2012 (S)                     | Android 2.3 / 4.0 / 4.1                                                      | 1.5 GHz Qualcomm Snapdragon S3 MSM8260, dual-core                                                                              | 1 GB   | 11 GB (HD) 16 GB (S)                 | 4.3" HD                              | 149g (HD) 147g (S)        | 1910                       | 2.1 (HD) 3.0 (S) | 802.11b/g/n                                          | 12.1 MP                              | 1.3 MP                               | GSM / HSPA+                                                                |
| Sony Xperia SX                                                  | agosto 2012                                         | Android 4.0                                                                  | 1.5 GHz Qualcomm Snapdragon S4 Plus MSM8960, dual-core                                                                         | 1 GB   | 4 GB                                 | 3.7" qHD                             | 95g                       | 1500                       | 3.1              | 802.11b/g/n, dual-band                               | 8.1 MP                               | 0.3 MP                               | GSM / W-CDMA / LTE                                                         |
| Sony Xperia tipo Xperia tipo dual                               | agosto 2012                                         | Android 4.0                                                                  | 800 MHz Qualcomm Snapdragon S1 MSM7225A                                                                                        | 512 MB | 2.9 GB                               | 3.2" HVGA                            | 99.4g                     | 1500                       | 2.1 + EDR        | 802.11b/g/n                                          | 3.2 MP                               | 0.3 MP                               | GSM / HSPA                                                                 |
| Sony Xperia TX Xperia GX                                        | settembre 2012                                      | Android 4.0 / 4.1                                                            | 1.5 GHz Qualcomm Snapdragon S4 Plus MSM8260A, dual-core                                                                        | 1 GB   | 16 GB                                | 4.55" HD                             | 127g                      | 1850                       | 3.1              | 802.11b/g/n, dual-band                               | 13 MP                                | 1.3 MP                               | GSM / HSPA+                                                                |
| Sony Xperia miro                                                | settembre 2012                                      | Android 4.0                                                                  | 800 MHz Qualcomm Snapdragon S1 MSM7225A                                                                                        | 512 MB | 4 GB                                 | 3.5" HVGA                            | 110g                      | 1500                       | 2.1 + EDR        | 802.11b/g/n                                          | 5 MP                                 | 0.3 MP                               | GSM / HSPA                                                                 |
| Sony Xperia T Xperia TL                                         | settembre 2012                                      | Android 4.0 / 4.1                                                            | 1.5 GHz Qualcomm Snapdragon S4 Plus MSM8260A, dual-core (Non-LTE) 1.5 GHz Qualcomm Snapdragon S4 Plus MSM8960, dual-core (LTE) | 1 GB   | 16 GB                                | 4.6" HD (Non-LTE) 4.55" HD (LTE)     | 139g (Non-LTE) 148g (LTE) | 1850                       | 3.1              | 802.11b/g/n, dual-band                               | 13 MP                                | 1.3 MP                               | GSM / HSPA+ (Non-LTE) GSM / HSPA+ / LTE (LTE)                              |
| Sony Xperia SL                                                  | settembre 2012                                      | Android 2.3 / 4.0/ 4.1                                                       | 1.7 GHz Qualcomm Snapdragon S3 MSM8260, dual-core                                                                              | 1 GB   | 32 GB                                | 4.3" HD                              | 144g                      | 1750                       | 3.0              | 802.11b/g/n                                          | 12.1 MP                              | 1.3 MP                               | GSM / HSPA+                                                                |
| Sony Xperia J                                                   | ottobre 2012                                        | Android 4.0 / 4.1                                                            | 1 GHz Qualcomm Snapdragon S1 MSM7227A                                                                                          | 512 MB | 4 GB                                 | 4" FWVGA                             | 124g                      | 1750                       | 2.1 + EDR        | 802.11b/g/n                                          | 5 MP                                 | 0.3 MP                               | GSM / HSPA                                                                 |
| Sony Xperia V Xperia AX Xperia VL                               | dicembre 2012                                       | Android 4.0 / 4.1                                                            | 1.5 GHz Qualcomm Snapdragon S4 Plus MSM8960, dual-core                                                                         | 1 GB   | 8 GB (V) 16 GB (AX) 16 GB (VL)       | 4.3" HD                              | 120g                      | 1750                       | 4.0              | 802.11b/g/n, dual-band                               | 13 MP                                | 0.3 MP                               | GSM / HSPA+ / LTE (V) GSM / HSPA+ / LTE (AX) CDMA / GSM / HSPA+ / LTE (VL) |
| Sony Xperia Z                                                   | febbraio 2013                                       | Android 4.1 / 4.2                                                            | 1.5 GHz Qualcomm Snapdragon S4 Pro APQ8064, quad-core                                                                          | 2 GB   | 16 GB                                | 5" FHD                               | 146g                      | 2330                       | 4.0              | 802.11a/b/g/n, dual-band                             | 13.1 MP                              | 2.2 MP                               | GSM / HSPA+ / LTE                                                          |
| Sony Xperia E Xperia E dual                                     | marzo 2013                                          | Android 4.0 / 4.1                                                            | 1 GHz Qualcomm Snapdragon S1 MSM7227A                                                                                          | 512 MB | 4 GB                                 | 3.5" HVGA                            | 115.7g                    | 1530                       | 2.1 + EDR        | 802.11b/g/n                                          | 3.2 MP                               | assente                              | GSM / HSPA                                                                 |
| Sony Xperia SP                                                  | aprile 2013                                         | Android 4.1                                                                  | 1.7 GHz Qualcomm Snapdragon S4 Pro MSM8960T, dual-core                                                                         | 1 GB   | 8 GB                                 | 4.6" HD                              | 155g                      | 2370                       | 4.0              | 802.11a/b/g/n, dual-band                             | 8 MP                                 | 0.3 MP                               | GSM / HSPA+ / LTE                                                          |
| Sony Xperia ZL                                                  | aprile 2013                                         | Android 4.1 / 4.2                                                            | 1.5 GHz Qualcomm Snapdragon S4 Pro APQ8064, quad-core                                                                          | 2 GB   | 16 GB                                | 5" FHD                               | 151g                      | 2370                       | 4.0              | 802.11a/b/g/n, dual-band                             | 13 MP                                | 2 MP                                 | GSM / HSPA+ / LTE                                                          |
| Sony Xperia ZR Xperia A                                         | maggio 2013                                         | Android 4.1                                                                  | 1.5 GHz Qualcomm Snapdragon S4 Pro APQ8064, quad-core                                                                          | 2 GB   | 8 GB (ZR) 32 GB (A)                  | 4.55" HD                             | 138g                      | 2300                       | 4.0              | 802.11a/b/g/n, dual-band                             | 13 MP                                | 0.3 MP                               | GSM / HSPA+ / LTE                                                          |
| Sony Xperia UL                                                  | maggio 2013                                         | Android 4.1                                                                  | 1.5 GHz Qualcomm Snapdragon S4 Pro APQ8064, quad-core                                                                          | 2 GB   | 16 GB                                | 5" FHD                               | 145g                      | 2300                       | 4.0              | 802.11a/b/g/n, dual-band                             | 13 MP                                | 0.3 MP                               | GSM / HSPA+ / LTE                                                          |
| Sony Xperia L                                                   | maggio 2013                                         | Android 4.1                                                                  | 1 GHz Qualcomm Snapdragon S4 Plus MSM8230, dual-core                                                                           | 1 GB   | 8 GB                                 | 4.3" FWVGA                           | 137g                      | 1750                       | 4.0              | 802.11a/b/g/n, dual-band                             | 8 MP                                 | 0.3 MP                               | GSM / HSPA+                                                                |
| Sony Xperia C                                                   | luglio 2013                                         | Android 4.2                                                                  | 1.2 GHz MediaTek MTK6589, quad-core                                                                                            | 1 GB   | 4 GB                                 | 5" qHD                               | 153g                      | 2390                       | 4.0              | 802.11b/g/n                                          | 8 MP                                 | 0.3 MP                               | GSM / HSPA+                                                                |
| Sony Xperia M Xperia M dual                                     | agosto 2013                                         | Android 4.1                                                                  | 1 GHz Qualcomm Snapdragon S4 Plus MSM8227, dual-core                                                                           | 1 GB   | 4 GB                                 | 4" FWVGA                             | 115g                      | 1750                       | 4.0              | 802.11a/b/g/n, dual-band                             | 5 MP                                 | 0.3 MP                               | GSM / HSPA+                                                                |
| Sony Xperia Z Ultra                                             | settembre 2013                                      | Android 4.2                                                                  | 2.2 GHz Qualcomm Snapdragon 800 8974, quad-core                                                                                | 2 GB   | 16 GB                                | 6.44" FHD                            | 212g                      | 3050                       | 4.0              | 802.11a/b/g/n/ac, dual-band                          | 8 MP                                 | 2 MP                                 | GSM / HSPA+ / LTE                                                          |
| Sony Xperia Z1, Z1s, Z1 Compact                                 | settembre 2013 (Z1) gennaio 2014 (Z1s e Z1 Compact) | Android 4.2, aggiornabile a 5.1 (4.3 aggiornabile a 5.1 su Z1s e Z1 Compact) | 2.2 GHz Qualcomm Snapdragon 800 8947, quad-core                                                                                | 2 GB   | 16 GB(Z1s: 32 GB)                    | 5" Full HD (Z1 Compact: 4,3" HD)     | 170 g (Z1s: 162 g)        | 3000 (Z1 Compact: 2300)    | 4.0              | 802.11 a/b/g/n/ac, dual.band                         | 20.7 MP                              | 2 MP                                 | GSM / HSPA+ / LTE                                                          |
| Sony Xperia T2 Ultra                                            | maggio 2014                                         | Android 4.3/4.4.2, aggiornamento a 5.1                                       | 1.4 GHz Qualcomm Snapdragon 400 8928, quad-core                                                                                | 1 GB   | 8 GB                                 | 6" HD                                | 171 g                     | 3000                       | 4.0              | 802.11 a/b/g/n, dual-band                            | 13 MP                                | 1,1 MP                               | GSM / HSPA+ / LTE                                                          |
| Sony Xperia E1                                                  | marzo 2014                                          | Android 4.3, aggiornamento a 4.4.2                                           | 1.2 GHz Qualcomm Snapdragon 200 8210, dual-core                                                                                | 512 MB | 4 GB                                 | 4" 480 * 800                         | 120 g                     | 1700                       | 4.0              | 802.11 b/g/n                                         | 3,15 MP                              | assente                              | GSM / HSPA+                                                                |
| Sony Xperia M2                                                  | maggio 2014                                         | Android 4.3, aggiornabile a 5.1                                              | 1.2 GHz Qualcomm Snapdragon 400 8226/8926, quad-core                                                                           | 1 GB   | 8 GB                                 | 4,8" 540 * 960                       | 148 g                     | 2300                       | 4.0              | 802.11 a/b/g/n, dual-band                            | 8 MP                                 | VGA                                  | GSM / HSPA+ / LTE                                                          |
| Sony Xperia Z2                                                  | aprile 2014                                         | Android 4.4.2, aggiornabile a 6.0 (Marshmallow)                              | 2.3 GHz Qualcomm Snapdragon 801 8974AB, quad-core                                                                              | 3 GB   | 16 GB                                | 5,2" Full HD                         | 163 g                     | 3200                       | 4.0              | 802.11 a/b/g/n/ac, dual-band                         | 20,7 MP                              | 2,2 MP                               | GSM / HSPA+ / LTE                                                          |
| Sony Xperia T3                                                  | giugno 2014                                         | Android 4.4.2                                                                | 1.4 GHz Qualcomm Snapdragon 400 8928-2, quad-core                                                                              | 1 GB   | 8 GB                                 | 5,3" HD                              | 148 g                     | 2500                       | 4.0              | 802.11 a/b/g/n, dual-band                            | 8 MP                                 | 1,1 MP                               | GSM / HSPA+ / LTE                                                          |
| Sony Xperia C3                                                  | agosto 2014                                         | Android 4.4.2/5.0.2, aggiornamento a 5.1                                     | 1.2 GHz Qualcomm Snapdragon 400 8926, quad-core                                                                                | 1 GB   | 8 GB                                 | 5,5" HD                              | 150 g                     | 2500                       | 4.0              | 802.11 b/g/n                                         | 8 MP                                 | 5 MP                                 | GSM / HSPA+ / LTE                                                          |
| Sony Xperia E3                                                  | settembre 2014                                      | Android 4.4.2                                                                | 1.2 GHz Qualcomm Snapdragon 400 8926-2, quad-core                                                                              | 1 GB   | 4 GB                                 | 4,5" 480 * 854                       | 143 g                     | 2330                       | 4.0              | 802.11 b/g/n                                         | 5 MP                                 | VGA                                  | GSM / HSPA+ / LTE                                                          |
| Sony Xperia Z3 e Z3 Compact                                     | settembre 2014                                      | Android 4.4.4 aggiornabile a 6.0                                             | 2.5 GHz Qualcomm Snapdragon 801 8974AC quad-core                                                                               | 3 GB   | 16/32 GB (solo 16 GB per Z3 Compact) | 5,2" Full HD (Z3 Compact: 4,6" HD)   | 152 g (Z3 Compact: 129 g) | 3100 (Z3 Compact: 2600)    | 4.0              | 802.11 a/b/g/n/ac, dual-band                         | 20,7 MP                              | 2,2 MP                               | GSM / HSPA+ / LTE                                                          |
| Sony Xperia E4 ed E4g                                           | marzo 2015 (E4) marzo 2015 (E4g)                    | Android 4.4.4                                                                | MediaTek MT6582 1.3 GHz quad-core (E4g: MT6732 1.5 GHz quad-core)                                                              | 1 GB   | 8 GB                                 | 5" 540 * 960 (e4G: 4,7" 540 * 960)   | 144 g (e4G: 137 g)        | 2300                       | 4.1              | 802.11 b/g/n (E4g: 802.11 a/b/g/n dual-band)         | 5 MP                                 | 2 MP                                 | GSM / HSPA+ (E4g: GSM / HSPA+ / LTE)                                       |
| Xperia M4 Aqua                                                  | giugno 2015                                         | Android 5.0.1 aggiornabile a 6.0.1                                           | Qualcomm Snapdragon 615 octa-core (4 core ad 1 GHz e 4 core ad 1,5 GHz)                                                        | 2 GB   | 8 GB (16 GB nella versione E2306)    | 5" HD                                | 136 g                     | 2400                       | 4.1              | 802.11 a/b/g/n, dual-band                            | 13 MP                                | 5 MP                                 | GSM / HSPA+ / LTE                                                          |
| Sony Xperia C4                                                  | giugno 2015                                         | Android 5.0 aggiornabile a 6.0                                               | MediaTek MT6752 octa-core 1,7 GHz                                                                                              | 2 GB   | 16 GB                                | 5,5" Full HD                         | 147 g                     | 2600                       | 4.1              | 802.11 a/b/g/n                                       | 13 MP                                | 5 MP                                 | GSM / HSPA+ / LTE                                                          |
| Sony Xperia Z3+ (conosciuto anche come Z4 o Z3 Plus)            | giugno 2015                                         | Android 5.0.1 aggiornabile a 6.0.1                                           | Qualcomm Snapdragon 810 8994 quad-core (2 core a 1,5 GHz e 2 core a 2 GHz)                                                     | 3 GB   | 32 GB                                | 5,2" Full HD                         | 144 g                     | 2930                       | 4.1              | 802.11 a/b/g/n/ac, dual-band                         | 20,7 MP                              | 5,1 MP                               | GSM / HSPA+ / LTE                                                          |
| Sony Xperia M5                                                  | luglio 2015                                         | Android 5.0.1 aggiornabile a 6.0.1                                           | MediaTek Helio X10 2 GHz octa-core                                                                                             | 3 GB   | 16 GB                                | 5" Full HD                           | 142,5 g                   | 2600                       | 4.1              | 802.11 a/b/g/n, dual-band                            | 21,2 MP                              | 13 MP                                | GSM / HSPA+ / LTE                                                          |
| Sony Xperia C5 Ultra                                            | agosto 2015                                         | Android 5.0 aggiornabile a 6.0                                               | MediaTekMT6752 1,7 GHz octa-core                                                                                               | 2 GB   | 16 GB                                | 6" Full HD                           | 187 g                     | 2930                       | 4.1              | 802.11 a/b/g/n                                       | 13 MP                                | 13 MP                                | GSM / HSPA+ / LTE                                                          |
| Sony Xperia Z5                                                  | ottobre 2015                                        | Android 5.1.1 aggiornabile a 7.0 (Nougat)                                    | Qualcomm Snapdragon 810 octa-core (4 core a 1,5 GHz e 4 core a 2 GHz)                                                          | 3 GB   | 32 GB                                | 5,2" Full HD                         | 154 g                     | 2900                       | 4.1              | 802.11 a/b/g/n/ac, dual-band                         | 23 MP                                | 5,1 MP                               | GSM / HSPA+ / LTE                                                          |
| Sony Xperia Z5 Compact                                          | ottobre 2015                                        | Android 5.1.1 aggiornabile a 7.0 (Nougat)                                    | Qualcomm Snapdragon 810 octa-core (4 core a 1,5 GHz e 4 core a 2 GHz)                                                          | 2 GB   | 32 GB                                | 4,6" HD                              | 138 g                     | 2700                       | 4.1              | 802.11 a/b/g/n/ac, dual-band                         | 23 MP                                | 5,1 MP                               | GSM / HSPA+ / LTE                                                          |
| Sony Xperia Z5 Premium                                          | novembre 2015                                       | Android 5.1.1 aggiornabile a 7.0 (Nougat)                                    | Qualcomm Snapdragon 810 octa-core (4 core a 1,5 GHz e 4 core a 2 GHz)                                                          | 3 GB   | 32 GB                                | 5,5" 4K                              | 180 g                     | 3430                       | 4.1              | 802.11 a/b/g/n/ac, dual-band                         | 23 MP                                | 5,1 MP                               | GSM / HSPA+ / LTE                                                          |
| Sony Xperia X ed X Compact                                      | febbraio 2016 (X) settembre 2016 (X Compact)        | Android 6.0.1 aggiornabile a 7.1.1                                           | Qualcomm Snapdragon 650 hexa-core (4 core a 1,5 GHz e 2 core a 2 GHz)                                                          | 3 GB   | 32/64 GB                             | 5" Full HD (X Compact: 4,6" HD)      | 153 g (X Compact: 135 g)  | 2620 (X Compact: 2700)     | 4.2              | 802.11 a/b/g/n/ac, dual-band                         | 23 MP                                | 13 MP (X Compact: Anteriore da 5 MP) | GSM / HSPA+ / LTE                                                          |
| Sony Xperia XA                                                  | febbraio 2016                                       | Android 6.0.1 con aggiornamento previsto a 7.0                               | MediaTek MT6755 Helio P10 octa-core (4 a 1 GHz e 4 a 2 GHz)                                                                    | 2 GB   | 16 GB                                | 5" HD                                | 137.4 g                   | 2300                       | 4.1              | 802.11 a/b/g/n                                       | 13 MP                                | 8 MP                                 | GSM / HSPA+ / LTE                                                          |
| Xperia X Performance                                            | febbraio 2016                                       | Android 6.0.1 aggiornabile a 7.1.1                                           | Qualcomm Snapdragon 820 quad-core (2 a 2,15 GHz e 2 a 1,5 GHz)                                                                 | 3 GB   | 32/64 GB                             | 5" Full HD                           | 164,4 g                   | 2700                       | 4.2              | 802.11 a/b/g/n/ac, dual-band                         | 23 MP                                | 13 MP                                | GSM / HSPA+ / LTE                                                          |
| Sony Xperia E5                                                  | maggio 2016                                         | Android 6.0                                                                  | Qualcomm Snapdragon 820 quad-core (2 a 2,15 GHz e 2 a 1,5 GHz)                                                                 | 1,5 GB | 16 GB                                | 5" HD                                | 147 g                     | 2300                       | 4.2              | 802.11 a/b/g/n                                       | 13 MP                                | 5 MP                                 | GSM / HSPA+ / LTE                                                          |
| Sony Xperia XZ                                                  | settembre 2016                                      | Android 6.0.1 aggiornabile a 7.1.1                                           | Qualcomm Snapdragon 820 quad-core (2 a 2,15 GHz e 2 a 1,5 GHz)                                                                 | 3 GB   | 32/64 GB                             | 5,2" Full HD                         | 161 g                     | 2900                       | 4.2              | 802.11 a/b/g/n/ac, dual-band                         | 23 MP                                | Posteriore: 23 MP Anteriore: 13 MP   | GSM / HSPA+ / LTE                                                          |
| Sony Xperia XA1 e XA1 Ultra                                     | febbraio 2017                                       | Android 7.0                                                                  | MediaTek Helio P20 octa-core (4 da 2.3 GHz e 4 da 1.6 GHz)                                                                     | 3 GB   | 32 GB (XA1 Ultra: 32/64 GB)          | 5" HD (XA1 Ultra: 6" Full HD)        | 143 g (XA1 Ultra: 188 g)  | 2300 (XA1 Ultra: 2700)     | 4.2              | 802.11 a/b/g/n (in XA1 Ultra è anche dual band)      | 23 MP                                | 8 MP (16 MP in XA1 Ultra)            | GSM / HSPA+ / LTE                                                          |
| Sony Xperia XZs                                                 | febbraio 2017                                       | Android 7.1                                                                  | Qualcomm Snapdragon 820 quad-core (2 da 21,5 GHz e 2 da 1,6 GHz)                                                               | 4 GB   | 32/64 GB                             | 5,2" Full HD                         | 161 g                     | 2900                       | 4.2              | 802.11 a/b/g/n/ac, dual-band                         | MotionEye 19 MP                      | 13 MP                                | GSM / HSPA+ / LTE                                                          |
| Sony Xperia XZ Premium                                          | febbraio 2017                                       | Android 7.1                                                                  | Qualcomm Snapdragon 835 octa-core (4 a 2,45 GHz e 4 a 1,9 GHz)                                                                 | 4 GB   | 64 GB                                | 5,5" 4K                              | 195 g                     | 3230                       | 5.0              | 802.11 a/b/g/n/ac, dual-band                         | MotionEye 19 MP                      | 13 MP                                | GSM / HSPA+ / LTE                                                          |
| Sony Xperia L1                                                  | marzo 2017                                          | Android 7.0                                                                  | MediaTek MT6737T quad-core 1,45 GHz                                                                                            | 2 GB   | 16 GB                                | 5,5" HD                              | 180 g                     | 2620                       | 4.2              | 802.11 a/b/g/n                                       | 13 MP                                | 8 MP                                 | GSM / HSPA+ / LTE                                                          |
| Xperia XZ1                                                      | agosto 2017                                         | Android 8.0                                                                  | Qualcomm Snapdragon 835 octa-core (4 a 2,35 GHz e 4 a 1,9 GHz)                                                                 | 4 GB   | 64 GB                                | 5,2" Full HD                         | 155 g                     | 2700                       | 5.0              | 802.11 a/b/g/n/ac, dual-band                         | MotionEye 19 MP                      | 13 MP                                | GSM / HSPA+ / LTE                                                          |
| Sony Xperia XZ1 Compact                                         | agosto 2017                                         | Android 8.0                                                                  | Qualcomm Snapdragon 835 octa-core (4 a 2,45 GHz e 4 a 1,9 GHz)                                                                 | 4 GB   | 32 GB                                | 4,6" HD                              | 140 g                     | 2700                       | 5.0              | 802.11 a/b/g/n/ac, dual-band                         | MotionEye 19 MP                      | 8 MP                                 | GSM / HSPA+ / LTE                                                          |
| Sony Xperia L2                                                  | gennaio 2018                                        | Android 7.1.1                                                                | MediaTek MT6737T quad-core a 1.5 GHz                                                                                           | 3 GB   | 32 GB                                | 5,5" HD                              | 178 g                     | 3300                       | 4.2              | 802.11 a/b/g/n                                       | 13 MP                                | 8 MP                                 | GSM / HSPA+ / LTE                                                          |
| Sony Xperia XA2 e XA2 Ultra                                     | gennaio 2018                                        | Android 8.0 > 9.0                                                            | Qualcomm Snapdragon 630 | 3 GB   | 32 GB (XA2 Ultra: 32/64 GB)          | 5,2" Full HD (XA2 Ultra: 6" Full HD) | 171 g (XA2 Ultra: 221 g)  | 3300 (XA2 Ultra: 3580 mAh) | 5.0              | 802.11 a/b/g/n (XA2 Ultra: 802.11 a/b/g/n dual-band) | 23 MP                                | 8 MP (XA2 Ultra: 16+8 MP)            | GSM / HSPA+ / LTE                                                          |
| Xperia XZ2                                                      | febbraio 2018                                       | Android 8.0 > 9 > 10                                                         | Snapdragon 845, octa-core (4 ×2.8 GHz + 4 ×1.8 GHz)                                                                            | 4 GB   | 64 GB                                | 5.7 Full HD+ 1080p                   | 198 g                     | 3180                       | 5.0              | 802.11 a/b/g/n (XA2 Ultra: 802.11 a/b/g/n dual-band) | 19 MP                                | 5 MP                                 | GSM / HSPA+ / LTE                                                          |
| Sony Xperia XZ2 Compact                                         | febbraio 2018                                       | Android 8.0 > 9 > 10                                                         | Snapdragon 845, octa-core (4 ×2.8 GHz + 4 ×1.8 GHz)                                                                            | 4 GB   | 64 GB                                | 5.0 Full HD+ 1080p                   | 168 g                     | 2870                       | 5.0              | 802.11 a/b/g/n (XA2 Ultra: 802.11 a/b/g/n dual-band) | 19 MP                                | 5 MP                                 | GSM / HSPA+ / LTE                                                          |
| Sony Xperia XZ2 Premium                                         | aprile 2018                                         | Android 9.0 > 10                                                             | Snapdragon 845, octa-core (4 ×2.8 GHz + 4 ×1.8 GHz)                                                                            | 4/6 GB | 64GB                                 | 5.8 4K HDR                           | 236 g                     | 3540                       | 5.0              | 802.11a/b/g/n/ac, dual-band, MIMO                    | 19 + 12 MP                           | 13 MP                                | GSM / HSPA+ / LTE                                                          |
| Sony Xperia XZ3                                                 | agosto 2018                                         | Android 9.0 > 10                                                             | Snapdragon 845, octa-core (4 ×2.8 GHz + 4 ×1.8 GHz)                                                                            | 4/6 GB | 64GB                                 | 6.0 QHD+ P-OLED                      | 193 g                     | 3330                       | 5.0              | 802.11a/b/g/n/ac, dual-band, MIMO                    | 19 MP                                | 5 MP                                 | GSM / HSPA+ / LTE                                                          |
| Sony Xperia L3                                                  | febbraio 2019                                       | Android 8.0                                                                  | MediaTek MT6762, octa-core (2.0 GHz Cortex-A53)                                                                                | 3 GB   | 32 GB                                | 5.7 HD 720p IPS LCD                  | 156 g                     | 3300                       | 5.0              | 802.11a/b/g/n/ac, dual-band, MIMO                    | 13 + 5 MP                            | 8 MP                                 | GSM, HSPA+, LTE                                                            |
| Sony Xperia 10                                                  | febbraio 2019                                       | Android 9.0 > 10                                                             | Snapdragon 630, octa-core (2.2 GHz Cortex-A53)                                                                                 | 3 GB   | 64 GB                                | 6.0 Full HD+ 1080p IPS LCD           | 162 g                     | 2870                       | 5.0              | 802.11a/b/g/n/ac, dual-band, MIMO                    | 13 + 8 MP                            | 8 MP                                 | GSM, HSPA+, LTE                                                            |
| Sony Xperia 10 Plus                                             | febbraio 2019                                       | Android 9.0 > 10                                                             | Snapdragon 636, octa-core (1.8 GHz Kryo 260)                                                                                   | 4 GB   | 64 GB                                | 6.5 Full HD+ 1080p IPS LCD           | 180 g                     | 3000                       | 5.0              | 802.11a/b/g/n/ac, dual-band, MIMO                    | 12 + 8 MP                            | 8 MP                                 | GSM, HSPA+, LTE                                                            |
| Sony Xperia 1                                                   | maggio 2019                                         | Android 9.0 > 10 > 11                                                        | Snapdragon 855, octa core (1 ×2.84 GHz + 3 ×2.42 GHz + 4 ×1.8 GHz Kryo 485)                                                    | 6 GB   | 128GB                                | 6.5 4K HDR OLED                      | 180 g                     | 3330                       | 5.0              | 802.11a/b/g/n/ac, dual-band, MIMO                    | 12 + 12 + 12 MP                      | 8 MP                                 | GSM, HSPA+, LTE                                                            |
| Sony Xperia Ace                                                 | giugno 2019                                         | Android 9.0                                                                  | Snapdragon 630, octa-core (2.2 GHz Cortex-A53)                                                                                 | 4 GB   | 64GB                                 | 5.0 Full HD+ IPS LCD                 | 145 g                     | 2700                       | 5.0              | 802.11a/b/g/n/ac, dual-band                          | 12 MP                                | 8 MP                                 | GSM, HSPA+, LTE                                                            |
| Sony Xperia 5                                                   | settembre 2019                                      | Android 9.0 > 10 > 11                                                        | Snapdragon 855, octa core (1 ×2.84 GHz + 3 ×2.42 GHz + 4 ×1.8 GHz Kryo 485)                                                    | 6 GB   | 128GB                                | 6.1 Full HD+ 1080p HDR OLED 120Hz    | 164 g                     | 3140                       | 5.0              | 802.11 a/b/g/n/ac, dual-band, MIMO                   | 12 + 12 + 12 MP                      | 8 MP                                 | GSM, HSPA+, LTE                                                            |
| Sony Xperia 8                                                   | ottobre 2019                                        | Android 9.0                                                                  | Snapdragon 630, octa-core (2.2 GHz Cortex-A53)                                                                                 | 4 GB   | 64GB                                 | 6.0 Full HD+ 1080p IPS LCD           | 170 g                     | 2760                       | 5.0              | 802.11a/b/g/n/ac, dual-band                          | 12 + 8 MP                            | 8 MP                                 | GSM, HSPA+, LTE                                                            |
| Sony Xperia L4                                                  | febbraio 2020                                       | Android 9.0                                                                  | MediaTek MT6762, octa-core (2.0 GHz Cortex-A53)                                                                                | 3 GB   | 64GB                                 | 6.2 HD 720p IPS LCD                  | 178 g                     | 3580                       | 5.0              | 02.11a/b/g/n, dual-band                              | 13 + 5 + 2 MP                        | 8 MP                                 | GSM, HSPA+, LTE                                                            |

#### Feature phone (con caratteristiche basilari)
| Nome                             | Data di vendita | System-on-a-chip | RAM  | ROM  | Display   | Peso | Batteria (mAh) | Tastiera fisica | Bluetooth | Wi-Fi | Fotocamera | Rete di telecomunicazioni |
| -------------------------------- | --------------- | ---------------- | ---- | ---- | --------- | ---- | -------------- | --------------- | --------- | ----- | ---------- | ------------------------- |
| Sony Ericsson Xperia X5 Pureness | 2009-11         | N.D.             | N.D. | 2 GB | 1.8" QVGA | 70g  | N.D.           | Sì              | 2.1 + EDR | No    | No         | GSM / HSPA                |

#### Tablet
| Nome in codice | Nome commerciale         | Data di commercializzazione | Sistema operativo                                  | System-on-a-chip                                            | RAM  | ROM         | Display         | Peso  | Batteria (mAh) | Bluetooth | Wi-Fi                        | Fotocamera | Fotocamera |
| Nome in codice | Nome commerciale         | Data di commercializzazione | Sistema operativo                                  | System-on-a-chip                                            | RAM  | ROM         | Display         | Peso  | Batteria (mAh) | Bluetooth | Wi-Fi                        | Principale | Frontale   |
| -------------- | ------------------------ | --------------------------- | -------------------------------------------------- | ----------------------------------------------------------- | ---- | ----------- | --------------- | ----- | -------------- | --------- | ---------------------------- | ---------- | ---------- |
| Tsx03          | Xperia Tablet S          | 2012-09                     | Android 4.0/ 4.1                                   | 1.3 GHz Nvidia Tegra 3 T30L, quad-core                      | 1 GB | 16/32/64 GB | 9.4" WXGA       | 570 g | 6000           | 3.0       | 802.11a/b/g/n                | 8 MP       | 1 MP       |
| Pollux         | Xperia Tablet Z          | 2013-03                     | Android 4.1                                        | 1.5 GHz Qualcomm Snapdragon S4 Pro APQ8064, quad-core       | 2 GB | 16/32 GB    | 10.1" WUXGA     | 495 g | 6000           | 4.0       | 802.11b/g/n, dual-band       | 8.1 MP     | 2.2 MP     |
|                | Xperia Z2 Tablet         | Marzo 2014                  | Android 4.4.2, 5.0.1, aggiornamento previsto a 6.0 | Qualcomm Snapdragon 801, 2.3 GHz (2,5 in Z3 TC), quad-core  | 3 GB | 16/32 GB    | 10.1" 1200*1920 | 426 g | 6000           | 4.0       | 802.11 a/b/g/n/ac, dual-band | 8.1 MP     | 2.2 MP     |
|                | Xperia Z3 Tablet Compact | Novembre 2014               | Android 4.4.2 aggiornabile a 6.0                   | Qualcomm Snapdragon 801, 2.3 GHz (2,5 in Z3 TC), quad-core  | 3 GB | 16 GB       | 8" 1200*1920    | 270 g | 4500           | 4.0       | 802.11 a/b/g/n/ac, dual-band | 8.1 MP     | 2.2 MP     |
|                | Xperia Z4 Tablet         | Giugno 2015                 | Android 5.0, 6.0, aggiornamento previsto a 7.0     | Qualcomm Snapdragon 810 octa-core (4 a 1,5 GHz e 4 a 2 GHz) | 3 GB | 32 GB       | 10,1" 2560*1600 | 393 g | 6000           | 4.1       | 802.11 a/b/g/n/ac, dual-band | 8,1 MP     | 5,1 MP     |

#### Prodotti smart
La gamma Xperia comprende anche una serie di prodotti smart:
- Xperia Touch, proiettore da tavolo che consente di toccare i contenuti proiettati[150];
- Xperia Ear, un assistente vocale tramite auricolare[151];
- La sveglia intelligente Bluetooth BSP60[152];
- Serie di smartwatch (Sony SmartWatch[153], SmartWatch 2[154], SmartWatch 3[155]);
- Serie di smartband indossabili (SmartBand, SmartBand 2)[156].